# Comuna Sutkivți, Iarmolînți
Sutkivți (în ucraineană Сутківці) este o comună în raionul Iarmolînți, regiunea Hmelnîțkîi, Ucraina, formată din satele Lîsivka și Sutkivți (reședința).

## Demografie
Componența lingvistică a comunei Sutkivți
     Ucraineană (98,26%)
     Alte limbi (0,51%)
Conform recensământului din 2001, majoritatea populației comunei Sutkivți era vorbitoare de ucraineană (98,26%), existând în minoritate și vorbitori de armeană (1,23%).